# Interrompibilità
Il servizio di interrompibilità è una modalità di gestione del carico offerta da aziende che operano nel mercato elettrico (gestori di rete, compagnie elettriche di distribuzione, fornitori intermediari ecc.) che consente di modulare la richiesta di energia elettrica attraverso un deliberato distacco di alcuni carichi dalla rete.

## Generalità
L'interrompibilità (a livello internazionale si utilizza l'allocuzione Demand Side Management) è una pratica diffusa in tutto il mondo volta a prevenire malfunzionamenti nella distribuzione e black out generalizzati, governando opportunamente la domanda di energia elettrica in base all'offerta disponibile. 
La variazione del carico sulla rete è avviata da un operatore, il quale tramite opportuni apparati UPDC (Unità Periferica di Distacco Carichi), opera in situazioni emergenziali dei distacchi ai carichi presenti nei siti industriali di una serie di utenti con i quali è stato stipulato un apposito contratto. Tali utenti vengono definiti interrompibili e, in cambio della loro disponibilità di avere dei carichi disalimentabili in caso da necessità da remoto, ottengono una riduzione delle tariffe o di uno specifico riconoscimento economico. Per questi casi si parla in genere di carichi interrompibili o interruptible load (IL).
Le utenze così distaccate fungono da centrali passive, cioè l'energia assorbita da tali utenze può essere 'dirottata' ad altri carichi evitando così sovraccarichi della rete. 
Il sistema propone solitamente due tipologie di interrompibilità:
- Interrompibilità istantanea
- Interrompibilità con preavviso

Nel caso dell'interrompibilità istantanea (sgancio istantaneo dei carichi, senza preavvisare l'utente interrompibile) solitamente si fanno fronte ai problemi imminenti di rischio o di sbilanciamento della rete elettrica. Nel caso dell'interrompibilità con preavviso (l'utente interrompibile viene avvisato prima del distacco) è invece possibile limitare o prevenire situazioni a rischio procedendo ad alleggerire il carico delle rete elettrica.

## In Italia
In Italia il servizio è offerto da Terna (gestore della rete elettrica italiano) che, tramite la propria rete di telecontrollo, interviene sugli interruttori presenti in alcuni siti industriali o utenze considerate "energivori" (con potenza media mensile maggiore o uguale a 1 MW), i cui titolari acconsentono di subire un'interruzione della fornitura di energia elettrica.
L'interruzione può essere operata in due modi, o in modalità istantanea, in questo caso viene aperto l'interruttore entro 200 millisecondi dall'invio del comando, oppure in emergenza allora in questo caso l'interruttore deve aprirsi entro 5 secondi, dall'invio dello stesso.
L'indennità è diversa in base al tipo di interrompibilità concordata, superiore in caso di istantanea e minore in caso di emergenza. L'indennità è espressa in euro/MW/anno resi disponibili all'interruzione. Il valore economico dell'euro/MW/anno è definito in base ad un'asta al ribasso che ha cadenza di lungo periodo (tipicamente tre anni), trimestrale ma con validità fino al termine del lungo periodo e mensile ma con validità mensile. Il gettito necessario alla copertura di tale servizio di stabilità per la rete elettrica è dato dalla componente INT presente in bolletta.
Il cliente, una volta individuati i carichi da interrompere e gli interruttori su cui agire, deve attrezzare il sito che vuole rendere interrompibile con apparati di tele-controllo RTU con protocollo IEC 60870-5-104 (UPDC), che devono essere connessi alla rete di tele-gestione di Terna tramite due connessioni dati, di tipo CDN (principale) e ISDN linea di backup. Tali apparati vanno inoltre certificati da enti accreditati che appongono opportuna piombatura al fine di evitare manomissioni da parte dell'utente interrompibile.

### Super interrompibilità
La "super interrompibilità" è tecnicamente identica alla interrompibilità ma riceve tipicamente una remunerazione economica doppia e vale solo per le isole Sicilia e Sardegna. Questo perché la rete elettrica delle isole ha particolari criticità dal punto di vista del bilanciamento elettrico. Tale regime è consentito in virtù di un pronunciamento della Commissione Europea (Comunicazione del 26 maggio 2010, rif. C(2010) 3222 definitivo), nel 2012 prorogato fino al 2015 poiché, a giudizio della stessa Commissione lo stesso non costituisce aiuto di Stato ai sensi della norme, dato che tali servizi sono ancora necessari e vengono remunerati al valore di mercato.